# Mer de Hyūga
La mer de Hyūga (日向灘, Hyūga-nada), est une mer ouverte sur l'océan Pacifique située au sud-est de l'île de Kyūshū, au Japon.

## Géographie
La mer de Hyūga s'étend, presque en ligne droite sur environ 168 km, du cap Toi, à l'extrémité est de la baie de Shibushi, jusqu'à l'extrémité est de la baie de Nyutsu (préfecture d'Ōita).
Cette mer est balayée par le courant de Kuroshio, second plus grand courant marin au monde, après le Gulf Stream.
Elle est bordée à l'ouest par les côtes de dunes de sable de Nippō, dans la préfecture d'Ōita, et Nichinan, dans la préfecture de Miyazaki.

## Hydronymie
La mer de Hyūga doit son nom à une ancienne province du Japon : la province de Hyūga, qui correspond à la préfecture de Miyazaki.

## Principales villes
Les villes suivantes ont une côte au bord de la mer de Hyūga :
- Dans la préfecture d'Oita :
  - Saiki.
- Dans la préfecture de Miyazaki :
  - Nobeoka ;
  - Hyūga ;
  - Nichinan ;
  - Miyazaki.

## Principaux cours d'eau
Dans la préfecture de Miyazaki, les fleuves Mimi, Omaru, Hitotsuse, Gokase, Ōyodo et Hiroto ont tous comme embouchure la mer de Hyūga.